# Бессчастнов, Тимофей Андреевич

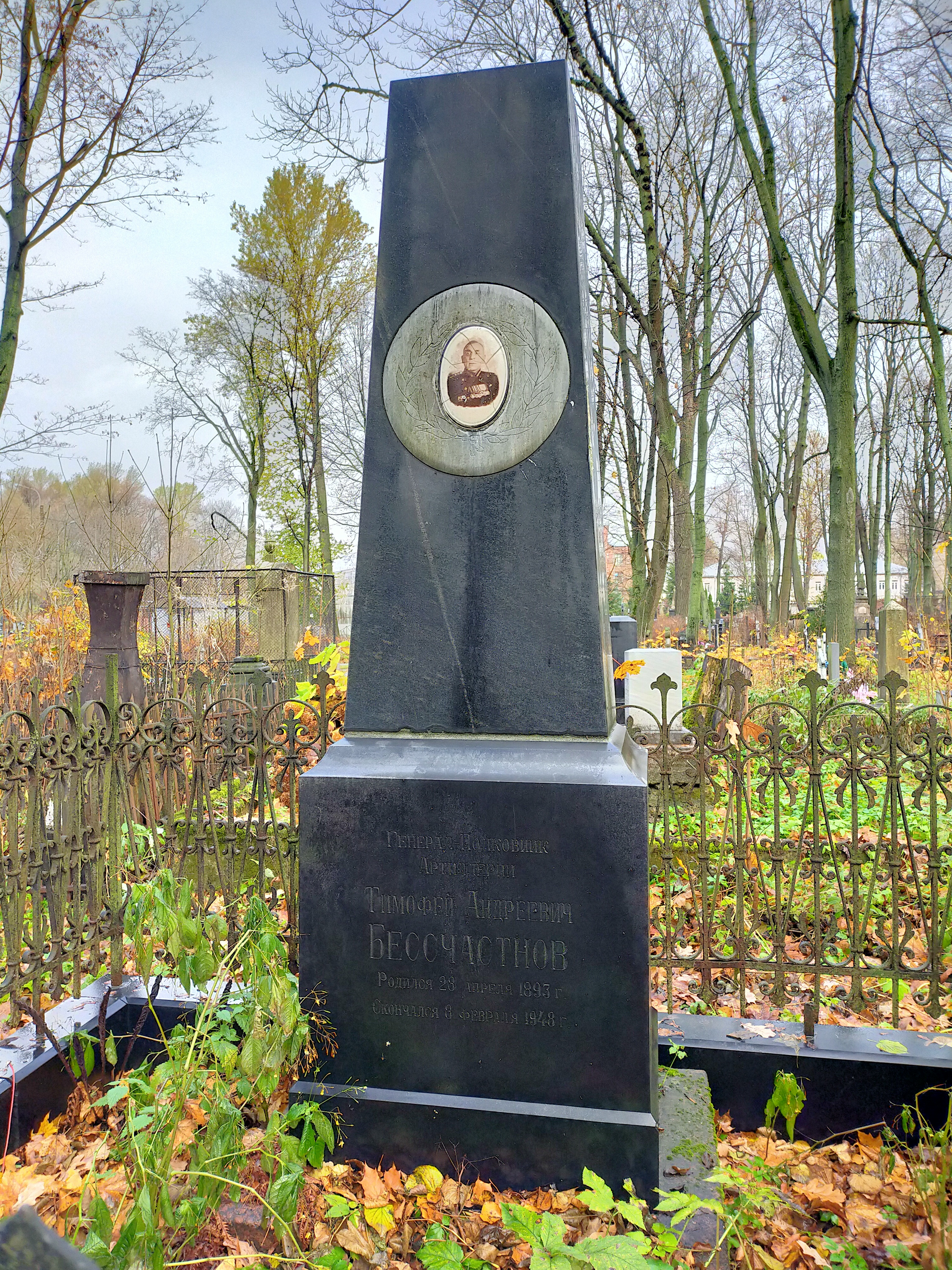
Памятник на могиле Т.А.Бессчастнова (1893—1948), Волковское лютеранское кладбище

Тимофе́й Андре́евич Бессча́стнов (1893—1948) — советский военачальник, генерал-полковник артиллерии (22.08.1944).

## Биография
Родился : 28 апреля 1893 года[по какому календарю?].
В ряды Красной Армии вступил в 1918 году, участник Гражданской войны.
После войны продолжил службу в РККА.
С начала октября 1924 года находился в Китае — старший советник по артиллерии в Гуанчжоуской группе А. И. Черепанова, затем преподавал в Академии Вампу.
В 1927—1930 годах командир 1-го артиллерийского полка 1-й Московской Пролетарской стрелковой дивизии.
В 1930—1933 годах начальник артиллерии 1-й Московской Краснознаменной дивизии.
С 1935 по 1938 год возглавлял Киевскую артиллерийскую школу имени П. П. Лебедева, которая в марте 1937 года стала именоваться 1-м Киевским артиллерийским училищем им. П. П. Лебедева.
С 1938 года — начальник инженерно-командного факультета Артиллерийской академии РККА имени Ф. Э. Дзержинского, затем начальник Высших артиллерийских курсов усовершенствования комсостава.
В Великую Отечественную войну — начальник артиллерии 54-й армии Ленинградского фронта. В 1943 году несколько месяцев командовал артиллерией Ленинградского фронта.
С 1944 года генерал-полковник артиллерии Бессчастнов занимал должность начальника ордена Ленина Краснознаменной Высшей офицерской артиллерийской школы Красной Армии.
Скончался 8 февраля 1948 года в Ленинграде, где и был похоронен на Волковском лютеранском кладбище.

## Воинские звания
- комбриг — 26.11.1935[2];
- комдив — 22.02.1938[3];
- генерал-лейтенант артиллерии — 04.06.1940[4];
- генерал-полковник артиллерии — 22.08.1944[5].

## Награды
- орден Ленина (21.02.1945)
- два ордена Красного Знамени (10.11.1941, 03.11.1944)
- Орден Кутузова I степени (17.11.1945)
- Орден Красной Звезды (22.02.1941)
- Юбилейная медаль «XX лет Рабоче-Крестьянской Красной Армии» (1938)
- Медаль «За оборону Ленинграда» (1942)
- Медаль «За Победу над Германией в Великой Отечественной войне 1941-1945 гг.» (1945)